# Ланцет

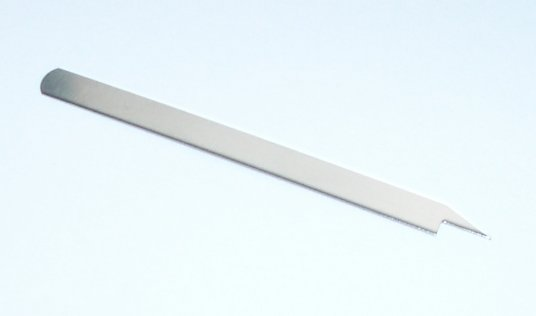
Ланцет з довгим держаком

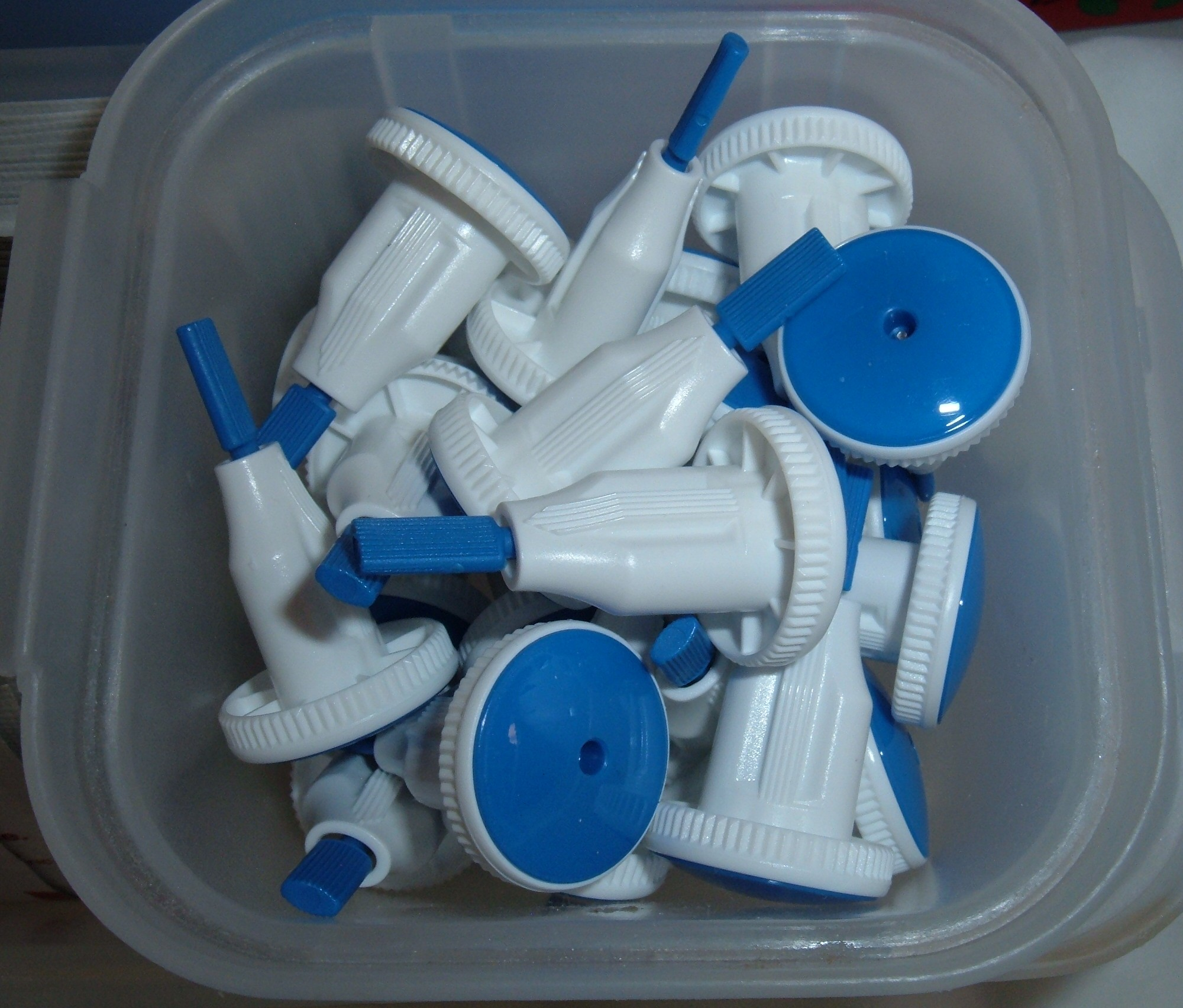
Коробка з одноразовими ланцетами-скарифікаторами.

Ланце́т — колючий хірургічний інструмент з двосічним лезом для розтину наривів та ін.
У сучасній медичній практиці замінений скальпелем. Назва інструмента походить від фр. lancette («списик»), утвореного від lance («спис»), що сходить до лат. lancea («спис, ланцея»).
Сьогодні «ланцетом» у медицині називають скарифікатор[джерело?] для:
- капілярного забору крові
- прик-тестів

Він являє собою маленьку голку для проколювання шкіри на пальці, зазвичай стерильну одноразову. Часто ланцет конструктивно поєднується з невеликою посудиною для зберігання забраної проби крові, такий його різновид називається «автоланцетом».

## Інше
- За схожу з медичним інструментом форму один з найпростіших хордових організмів отримав назву ланцетник.
- Один з найстаріших медичних журналів названий «The Lancet» на честь інструмента.